# Chris Lennert
Chris Lennert, eg. Kurt Lennart Karlsson, född 2 augusti 1927 i Göteborg, död där 3 juni 1997, var en svensk musikartist.
Han slog igenom 1955 som Göteborgs förste rock-kung, och spelade in några skivor med gruppen Chris Lennert och Hans Rivande Rockar men efter några år som rocksångare återgick han till en lugnare stil, och har förekommit i show-sammanhang tillsammans med bland annat Git Gay. Några av hans låtar har givits ut på samlings-CD, bland annat CD:n Rotmosrock.

## Diskografi album
- 1957 – Tiger roll/Femtielva sätt/Tutti frutti/Du måste lära dej rock
- 1958 – Du måste lära dig rock
- Karusell KFF 227 Boken om mitt liv/Kärlek i april
- Karusell KSEP 3098 You Send me/Magic Moments/April love/The story of my life